# Olivier Michelon
Pour les articles homonymes, voir Michelon.
Olivier Michelon, né en 1975, est un historien de l'art français, conservateur du patrimoine, conservateur en chef à la Fondation Vuitton depuis 2016.

## Biographie
De 1999 à 2004, il tient la rubrique art moderne et contemporain au Journal des arts.
Originaire de Toulon, Olivier Michelon intègre l'Institut national du patrimoine (promotion Méliès).
Il devient directeur du Musée d'art contemporain de Rochechouart (Haute-Vienne) de 2006 à 2012. Enseignant à l’École du Louvre et membre du comité technique du Frac Île-de-France, il prend ensuite la tête du musée d'art moderne et contemporain des Abattoirs-FRAC Midi-Pyrénées,. Il quitte la direction en mars 2016 pour rejoindre l’équipe artistique de la Fondation Louis Vuitton à Paris, dirigée par Suzanne Pagé, au poste de conservateur en chef.

## Expositions (sélection)
- « Le Mouvement des images », Centre Pompidou, 2006, commissaire adjoint.
- « Antony McCall : éléments pour une rétrospective, 1972-1979, 2003- », Musée départemental d'art contemporain de Rochechouart, 4 juillet-7 octobre 2007[8],[9].
- « Aurélien Froment : Paysage, marines, scènes de genre », Musée départemental d'art contemporain de Rochechouart, premier juillet-18 septembre 2011[10].
- « La vie des Formes » en 2012, Les Abattoirs, 29 juin-2 septembre 2012[11].
- « Sigmar Polke : la démultiplication de l'humour », Les Abattoirs, 31 janvier-4 mai 2014[12].
- « Céleste Boursier-Mougenot », Les Abattoirs, 31 janvier-4 mai 2014[13].
- « Picasso Horizon mythologique », Les Abattoirs, 18 septembre 2015-31 janvier 2016.
- « Tapiès : parla, parla », Les Abattoirs, 11 février au 22 mai 2016.

## Catalogues (sélection)
- Michaud Philippe-Alain (dir), Michelon Olivier (collab.), Le Mouvement des images = The Movement of images, Paris : éd. du Centre Pompidou, 2006, 149 p.
- Michelon Olivier, Antony McCall : éléments pour une rétrospective, 1972-1979, 2003- = elements for a retrospective, 1972-1979, 2003-, Blou : Monografik Ed., 2007, 95 p.
- Schmidt Eva et Olivier Michelon (dir), Sigmar Polke : die Vervielfältigung des Humors : die Editionen in der Sammlung Axel Ciesielski = la démultiplication de l'humour : les éditions dans la collection Axel Ciesielski = the multiplication of humor : the edition in the collection Axel Ciesielski, Köln : Snoeck, 2013, 175 p.
- Michelon Olivier et Aurélien Froment (dir), Drei doppelte Erzhalungen Trois contes Three double tales : Aurélien Froment, London : Dent-De-Leone, 2017, 288 p.